# Francisco Rego Chaves
Francisco da Cunha Rego Chaves OSE (Lisboa, 19 de Setembro de 1881 - Lisboa, 6 de Fevereiro de 1941) foi militar, político português e alto funcionário ultramarino

## Biografia
Francisco da Cunha Rego Chaves era filho do General de Brigada António Augusto Chaves e de sua mulher Mariana Angélica Correia da Cunha Rego.

### Carreira militar
Alistou-se no exército em 1897, seguindo a arma de Engenharia. É promovido a alferes em 1905; tenente em 1906; capitão em 1911; major em 1919; tenente-coronel em 1921 e coronel, em 1927, tendo passado à reforma, em 1933.

### Carreira política
Foi, interinamente, chefe de gabinete do ministro da Guerra, no governo anterior ao de Pimenta de Castro. Participa activamente na revolta de 14 de Maio de 1915, apostada em derrubar a ditadura general Pimenta de Castro.
Exerceu dois mandatos como deputado - de 1919 a 1921, por Aljustrel, e de 1922 a 1925, por Lisboa. Candidatou-se ao Senado em 1922, por Aveiro.
Filiado no Partido Democrático, de cujo Directório fez parte, em 1920, aderiu ao Partido Reconstituinte, tendo feito parte do governo de Sá Cardoso, como ministro das Finanças, de 29 de Junho de 1919 a 3 de Janeiro de 1920. Voltaria a participar no governo de Cunha Leal, como ministro das Colónias, de 16 de Dezembro de 1921 a 6 de Fevereiro de 1922, tendo solucionado a grave situação económica em que se encontrava Cabo Verde.

### Carreira profissional
Exerceu cargos de administrador da Companhia do Niassa, administrador do Porto de Lisboa e director da Companhia Mineira Cabo Mondego. Exerceu a docência na Escola de Guerra e no Liceu Camões, sendo esta a única actividade que manteve depois do 28 de Maio de 1926, exterior à vida militar. Em 1925, é nomeado alto-comissário em Angola, onde resolve a situação monetária que sufocava a actividade comercial e industrial da província. Foi eleito deputado em 1919, pelo círculo de Aljustrel e, em 1922, por Lisboa. Candidatou-se ao Senado pelo círculo de Aveiro, no mesmo ano. Nomeado para o cargo de Governador Civil do Distrito de Beja em 05/4/1913- in Arquivo Nacional da Torre do Tombo 

### Condecorações
[carece de fontes?]
A 28 de Junho de 1919 foi feito Oficial da Antiga, Nobilíssima e Esclarecida Ordem Militar de Sant'Iago da Espada, do Mérito Científico, Literário e Artístico.